# Saint-Benoît-la-Forêt
Saint-Benoît-la-Forêt là một xã của tỉnh Indre-et-Loire, thuộc vùng Centre-Val de Loire, miền trung nước Pháp.